# Sládkovičovo
Sládkovičovo es un municipio del distrito de Galanta en la región de Trnava, Eslovaquia, con una población estimada a final del año 2024 de 5386 habitantes.
Se encuentra ubicado en el centro-sur de la región, en la depresión danubiana y cerca del río Váh (cuenca hidrográfica del Danubio) y de la región de Bratislava.

## Demografía
| Año        | 1994 | 2004    | 2014    | 2024    |
| ---------- | ---- | ------- | ------- | ------- |
| Población  | 5962 | 5654    | 5348    | 5386    |
| Diferencia |      | −5,16 % | −5,41 % | +0,71 % |

| Año        | 2023 | 2024    |
| ---------- | ---- | ------- |
| Población  | 5411 | 5386    |
| Diferencia |      | −0,46 % |